# Otó IV del Sacre Imperi Romanogermànic
Otó IV de Brunswick (1175 o 1176 - 19 de maig, 1218) va ser un dels dos reis rivals que van lluitar pel Sacre Imperi Romanogermànic des del 1198, rei únic a partir del 1208 i coronat emperador el 1209. L'únic monarca de la dinastia Welf que va accedir al tron, va ser deposat el 1215.

## Biografia
Otó va néixer a Braunschweig, fill d'Enric el Lleó, Duc de Baviera i Saxònia, i Matilde Plantagenet.
Va créixer Anglaterra sota la protecció del seu avi el rei Enric II. Otó es va fer amic de Ricard I d'Anglaterra, que va intentar convertir-lo en comte de York i, a través del matrimoni, rei d'Escòcia. Tots dos intents van fracassar, i el 1196 va ser nomenat comte de Poitou. Va participar en la guerra contra França al costat de Ricard.

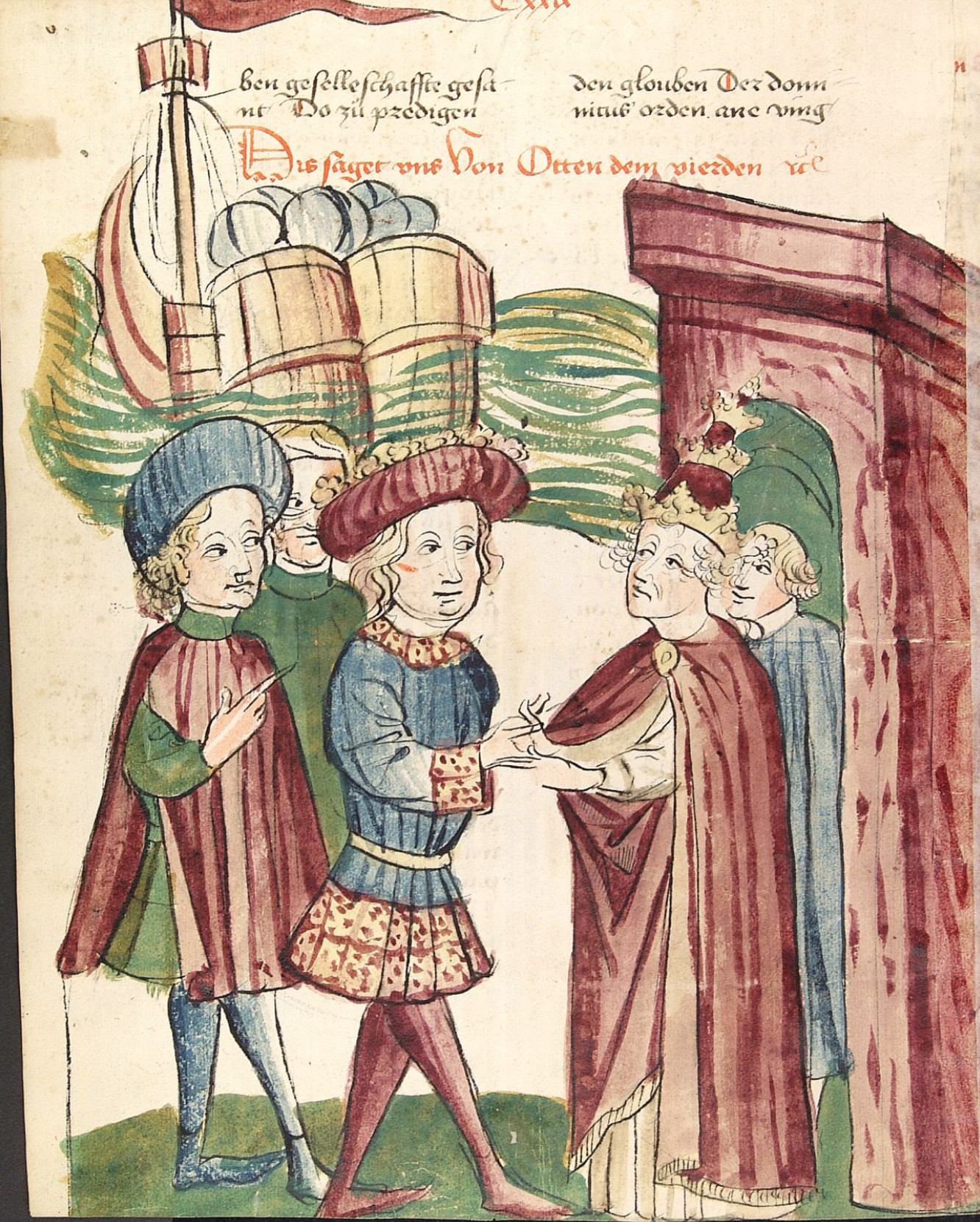
Otó IV encaixant les mans amb el Papa Innocenci III

Després de la mort de l'emperador Enric VI, alguns del prínceps de l'Imperi van escollir el germà d'aquest, Felip, Duc de Suàbia, com a rei el març de 1198. Però els prínceps germànics oposats als Hohenstaufen van decidir, encoratjats per Ricard d'Anglaterra, d'escollir un candidat de la Casa de Welf, rivals tradicionals dels staufen. Com que el germà gran d'Otó, Enric, es trobava de croada, l'elecció recaigué en ell. El papat, liderat per Innocenci III, va veure l'oportunitat d'augmentar el seu poder a costa del vulnerable imperi i va erigir-se en defensor de la candidatura d'Otó. El mateix Otó semblava disposat a acceptar totes les demandes d'Innocenci.
El favorit papal aviat va ser elegit rei pels prínceps del nord d'Alemanya el 9 de juny de 1198 a Aquisgrà on fou coronat per l'arquebisbe de Colònia amb regàlia imperial falsificada, ja que les insígnies reials es trobaven en mans del Staufen.
L'elecció d'Otó va fer entrar l'imperi al conflicte entre Anglaterra i França, ja que Otó tenia el suport d'Anglaterra i Felip es va aliar amb França. L'any 1200 Innocenci va reconèixer Otó com a l'únic rei legítim. A canvi, Otó va prometre de defensar els interessos papals a Itàlia. Durant els següents anys, la situació d'Otó va empitjorar amb la derrota d'Anglaterra contra França i la pèrdua del suport econòmic anglès. Molts dels seus aliats van passar al bàndol de Felip, incloent-hi el seu germà Enric. Otó va ser vençut i ferit en la batalla de Wassenberg contra Felip el 27 de juliol de 1206, i com a conseqüència va perdre el suport del papa. Otó es va veure obligat a retirar-se fins a les seves possessions a Braunschweig.
Però Felip va ser assassinat dos anys més tard, el 8 de juny de 1208. Després de la mort de Felip, Otó va fer les paus amb la facció dels Staufen i es va prometre amb la filla de Felip Beatriu. En una nova elecció a Frankfurt l'11 de novembre de 1208 va obtenir el suport de tots els prínceps electors. El 4 d'octubre del 1209 va ser coronat emperador pel papa Innocenci.
Un cop instituït emperador, Otó no va fer honor a les promeses anteriors i va treballar per restituir el poder imperial a Itàlia, motiu pel qual el papa el va acabar excomunicant. El 1211 va intentar conquerir Sicília, en poder del rei staufen Frederic Roger. Mentre es trobava fent campanya al sud d'Itàlia, diversos prínceps germànics, instigats pel rei Felip II de França i amb el consentiment del papa, van escollir Frederic Roger com a re a la Dieta de Nuremberg. Otó va tornar a Alemanya per fer front a la situació. Amb la mort de Beatriu l'estiu del 1212 i l'arribada de Frederic a Alemanya amb el seu propi exèrcit, la majoria dels membres de la facció dels Staufen van abandonar Otó i s'aliaren amb Frederic. El 5 de desembre de 1212 Frederic va ser elegit rei per segon cop per la majoria dels prínceps. Finalment, a la batalla de Bouvines el 27 de juliol de 1214 Frederic i Felip de França va ser capaços de derrotar Otó i el seu aliat Joan I d'Anglaterra.
Otó va haver de tornar a retirar-se a les seves possessions prop de Brunswick. Derrotat i destronat, va trobar la mort el 19 de maig de 1218 al castell de Hazburg.
Les seves restes es troben enterrades a la catedral de Brunswick, als peus de la tomba dels seus pares Enric i Matilda.

## Família

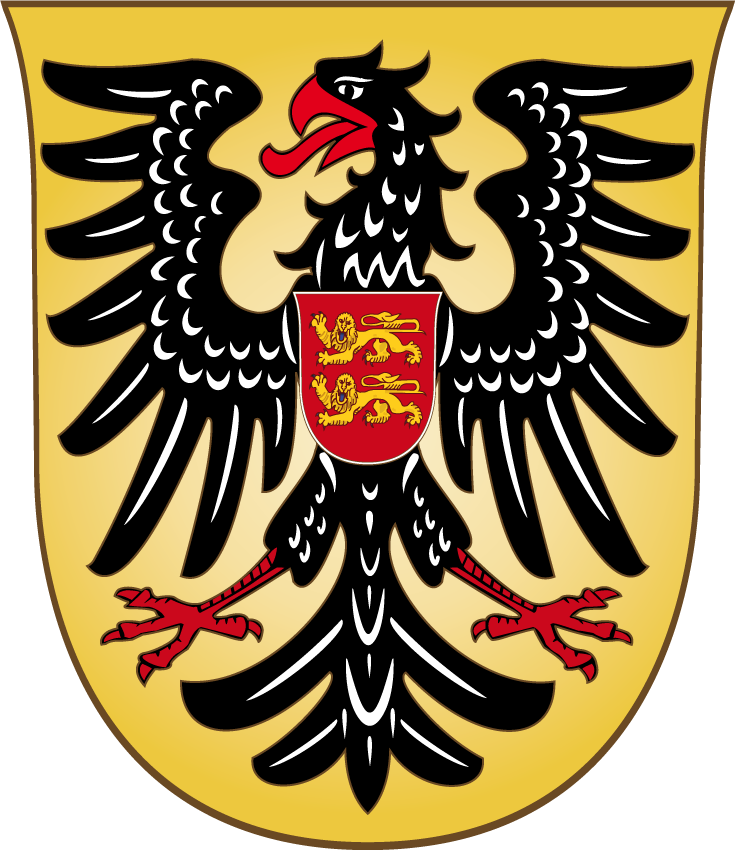
Escut d'armes d'Otó IV com a emperador romà germànic. Les seves armes originals eren l'escussó.

### Avantpassats
|  |                                         |  |  |  |  |  |  |  |  |  |  |  |  |  |  |  |
|  | Güelf I, Duc de Baviera                 |  |  |  |  |  |  |  |  |  |  |  |  |  |  |  |
|  |                                         |  |  |  |  |  |  |  |  |  |  |  |  |  |  |  |
|  |                                         |  |  |  |  |  |  |  |  |  |  |  |  |  |  |  |
|  | Enric el Negre, Duc de Baviera          |  |  |  |  |  |  |  |  |  |  |  |  |  |  |  |
|  |                                         |  |  |  |  |  |  |  |  |  |  |  |  |  |  |  |
|  |                                         |  |  |  |  |  |  |  |  |  |  |  |  |  |  |  |
|  | Enric X, Duc de Saxònia i Baviera       |  |  |  |  |  |  |  |  |  |  |  |  |  |  |  |
|  |                                         |  |  |  |  |  |  |  |  |  |  |  |  |  |  |  |
|  |                                         |  |  |  |  |  |  |  |  |  |  |  |  |  |  |  |
|  | Magnus, Duc de Saxònia                  |  |  |  |  |  |  |  |  |  |  |  |  |  |  |  |
|  |                                         |  |  |  |  |  |  |  |  |  |  |  |  |  |  |  |
|  |                                         |  |  |  |  |  |  |  |  |  |  |  |  |  |  |  |
|  | Wulfhilda                               |  |  |  |  |  |  |  |  |  |  |  |  |  |  |  |
|  |                                         |  |  |  |  |  |  |  |  |  |  |  |  |  |  |  |
|  |                                         |  |  |  |  |  |  |  |  |  |  |  |  |  |  |  |
|  | Enric el Lleó, Duc de Saxònia i Baviera |  |  |  |  |  |  |  |  |  |  |  |  |  |  |  |
|  |                                         |  |  |  |  |  |  |  |  |  |  |  |  |  |  |  |
|  |                                         |  |  |  |  |  |  |  |  |  |  |  |  |  |  |  |
|  | Gebhard, Comte de Supplinburg           |  |  |  |  |  |  |  |  |  |  |  |  |  |  |  |
|  |                                         |  |  |  |  |  |  |  |  |  |  |  |  |  |  |  |
|  |                                         |  |  |  |  |  |  |  |  |  |  |  |  |  |  |  |
|  | Lotari III, Emperador                   |  |  |  |  |  |  |  |  |  |  |  |  |  |  |  |
|  |                                         |  |  |  |  |  |  |  |  |  |  |  |  |  |  |  |
|  |                                         |  |  |  |  |  |  |  |  |  |  |  |  |  |  |  |
|  | Gertrudis de Süpplingenburg             |  |  |  |  |  |  |  |  |  |  |  |  |  |  |  |
|  |                                         |  |  |  |  |  |  |  |  |  |  |  |  |  |  |  |
|  |                                         |  |  |  |  |  |  |  |  |  |  |  |  |  |  |  |
|  | Richenza de Northeim                    |  |  |  |  |  |  |  |  |  |  |  |  |  |  |  |
|  |                                         |  |  |  |  |  |  |  |  |  |  |  |  |  |  |  |
|  |                                         |  |  |  |  |  |  |  |  |  |  |  |  |  |  |  |
|  | Otó IV, Emperador                       |  |  |  |  |  |  |  |  |  |  |  |  |  |  |  |
|  |                                         |  |  |  |  |  |  |  |  |  |  |  |  |  |  |  |
|  |                                         |  |  |  |  |  |  |  |  |  |  |  |  |  |  |  |
|  | Folc V el Jove, Comte d'Anjou           |  |  |  |  |  |  |  |  |  |  |  |  |  |  |  |
|  |                                         |  |  |  |  |  |  |  |  |  |  |  |  |  |  |  |
|  |                                         |  |  |  |  |  |  |  |  |  |  |  |  |  |  |  |
|  | Jofré V, Comte d'Anjou                  |  |  |  |  |  |  |  |  |  |  |  |  |  |  |  |
|  |                                         |  |  |  |  |  |  |  |  |  |  |  |  |  |  |  |
|  |                                         |  |  |  |  |  |  |  |  |  |  |  |  |  |  |  |
|  | Enric II, Rei d'Anglaterra              |  |  |  |  |  |  |  |  |  |  |  |  |  |  |  |
|  |                                         |  |  |  |  |  |  |  |  |  |  |  |  |  |  |  |
|  |                                         |  |  |  |  |  |  |  |  |  |  |  |  |  |  |  |
|  | Enric I, Rei d'Anglaterra               |  |  |  |  |  |  |  |  |  |  |  |  |  |  |  |
|  |                                         |  |  |  |  |  |  |  |  |  |  |  |  |  |  |  |
|  |                                         |  |  |  |  |  |  |  |  |  |  |  |  |  |  |  |
|  | Matilde, Reina d'Anglaterra             |  |  |  |  |  |  |  |  |  |  |  |  |  |  |  |
|  |                                         |  |  |  |  |  |  |  |  |  |  |  |  |  |  |  |
|  |                                         |  |  |  |  |  |  |  |  |  |  |  |  |  |  |  |
|  | Matilde d'Anglaterra                    |  |  |  |  |  |  |  |  |  |  |  |  |  |  |  |
|  |                                         |  |  |  |  |  |  |  |  |  |  |  |  |  |  |  |
|  |                                         |  |  |  |  |  |  |  |  |  |  |  |  |  |  |  |
|  | Guillem IX, Duc d'Aquitània             |  |  |  |  |  |  |  |  |  |  |  |  |  |  |  |
|  |                                         |  |  |  |  |  |  |  |  |  |  |  |  |  |  |  |
|  |                                         |  |  |  |  |  |  |  |  |  |  |  |  |  |  |  |
|  | Guillem X, Duc d'Aquitània              |  |  |  |  |  |  |  |  |  |  |  |  |  |  |  |
|  |                                         |  |  |  |  |  |  |  |  |  |  |  |  |  |  |  |
|  |                                         |  |  |  |  |  |  |  |  |  |  |  |  |  |  |  |
|  | Elionor, Duquessa d'Aquitània           |  |  |  |  |  |  |  |  |  |  |  |  |  |  |  |
|  |                                         |  |  |  |  |  |  |  |  |  |  |  |  |  |  |  |
|  |                                         |  |  |  |  |  |  |  |  |  |  |  |  |  |  |  |
|  | Aenor de Châtellerault                  |  |  |  |  |  |  |  |  |  |  |  |  |  |  |  |
|  |                                         |  |  |  |  |  |  |  |  |  |  |  |  |  |  |  |
|  |                                         |  |  |  |  |  |  |  |  |  |  |  |  |  |  |  |

Otó es va casar dos cops i no va tenir descendència:
- El 1209 o 1212 amb Beatriu de Hohenstaufen (1198-1212), filla del rei Felip i d'Irene Angelina.
- El 1214 amb Maria de Brabant, filla d'Enric I, duc de Brabant i de Matilda de Bolonya.